# Miombobiätare
Miombobiätare (Merops boehmi) är en fågel i familjen biätare inom ordningen praktfåglar.

## Utseende och läte
Miombibiätaren är en slank grön biätare med orangefärgad strupe och hjässa, svart spets på stjärten och förlängda svarta centrala stjärtpennor. Den liknar olivbiätaren, men är mindre och slankare utan denna arts breda vita strimmor i ansiktet. Lätet består av en stigande och fallande serie med ljusa visslingar.

## Utbredning och systematik
Fågeln förekommer i fuktiga skogar i sydöstra Afrika, i Malawi och angränsande länder. Den behandlas som monotypisk, det vill säga att den inte delas in i några underarter.

## Levnadssätt
Miombobiätare hittas mycket lokalt i fuktig skogsmark och skogsbryn, vanligen nära rinnande vattendrag. Den ses vanligen i par eller smågrupper.

## Namn
Fågelns vetenskapliga artnamn hedrar Dr Richard Johann Constantin Böhm (1854-1884), tysk zoolog, upptäcktsresande och samlare i tropiska Afrika. Fram tills nyligen kallades den även böhmbiätare på svenska, men justerades 2022 till ett mer informativt namn av BirdLife Sveriges taxonomikommitté.

## Status
Arten har ett stort utbredningsområde och beståndet anses vara stabilt. Internationella naturvårdsunionen IUCN listar den därför som livskraftig (LC).